# 54. Nemzetközi Matematikai Diákolimpia
Az 54. Nemzetközi Matematikai Diákolimpiát (IMO 2013) Kolumbiában, Santa Martán rendezték 2013. július 18-ától 28-ig. Kilencvenhét ország 527 versenyzője vett részt. A magyar csapat két ezüst- és négy bronzéremmel holtversenyben a 22. lett az országok közötti pontversenyben.

## Országok eredményei pont szerint
Országonként elérhető maximális pontszám 252 pont volt. Az első 10 helyezett eredményei:
|     | Ország             | Pont | Arany | Ezüst | Bronz | D |
| --- | ------------------ | ---- | ----- | ----- | ----- | - |
| 1.  | Kína               | 209  | 5     | 1     | 1     | 0 |
| 2.  | Dél-Korea          | 195  | 5     | 1     | 1     | 0 |
| 3.  | USA                | 194  | 4     | 2     | 0     | 0 |
| 4.  | Oroszország        | 177  | 4     | 2     | 0     | 0 |
| 5.  | Észak-Korea        | 159  | 2     | 4     | 0     | 0 |
| 6.  | Szingapúr          | 159  | 1     | 5     | 0     | 0 |
| 7.  | Vietnám            | 155  | 3     | 3     | 0     | 0 |
| 8.  | Tajvan             | 151  | 2     | 4     | 0     | 0 |
| 9.  | Egyesült Királyság | 148  | 2     | 3     | 1     | 0 |
| 10. | Irán               | 144  | 2     | 3     | 1     | 0 |

## A magyar csapat
Az egyénileg elérhető maximális pontszám 42 volt. A magyar csapat tagjai:
| Név           | Évfolyam | Iskola                                                          | Város    | Pontszám | Díj   |
| ------------- | -------- | --------------------------------------------------------------- | -------- | -------- | ----- |
| Janzer Olivér | 12.      | Budapesti Fazekas Mihály Gyakorló Általános Iskola és Gimnázium | Budapest | 28       | Ezüst |
| Szabó Attila  | 12.      | Leőwey Klára Gimnázium                                          | Pécs     | 24       | Ezüst |
| Nagy Róbert   | 12.      | Budapesti Fazekas Mihály Általános Iskola és Gimnázium          | Budapest | 23       | Bronz |
| Tardos Jakab  | 12.      | Budapesti Fazekas Mihály Általános Iskola és Gimnázium          | Budapest | 22       | Bronz |
| Havasi Márton | 12.      | Budapesti Fazekas Mihály Általános Iskola és Gimnázium          | Budapest | 21       | Bronz |
| Fehér Zsombor | 10.      | Budapesti Fazekas Mihály Általános Iskola és Gimnázium          | Budapest | 16       | Bronz |

Janzer Olivér harmadszor, Nagy Róbert másodszor vett részt a diákolimpián.
A csapat vezetője Pelikán József, helyettes vezetője Dobos Sándor.

## Külső hivatkozások
- A Nemzetközi Matematikai Diákolimpia hivatalos honlapja
- A diákolimpia országonkénti és egyéni eredményei a hivatalos honlapon.